# Llanura panónica

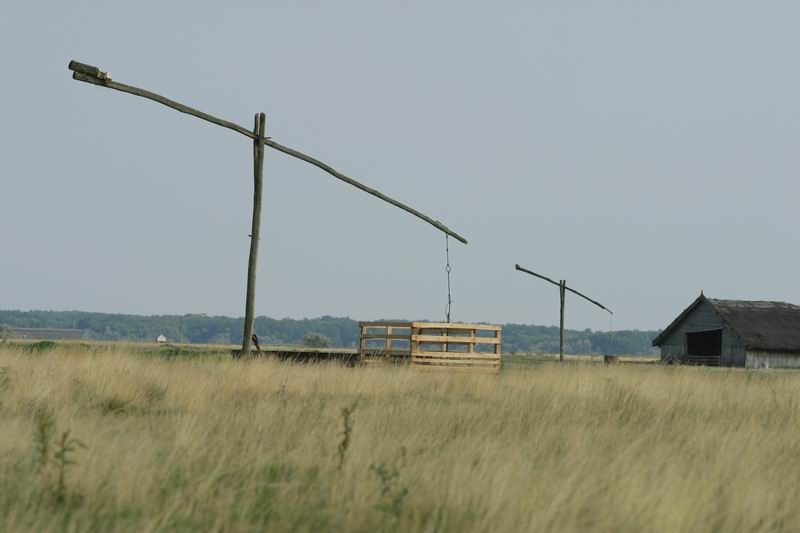
Paisaje de la llanura panónica y la granja de la Hortobágy, Hungría.

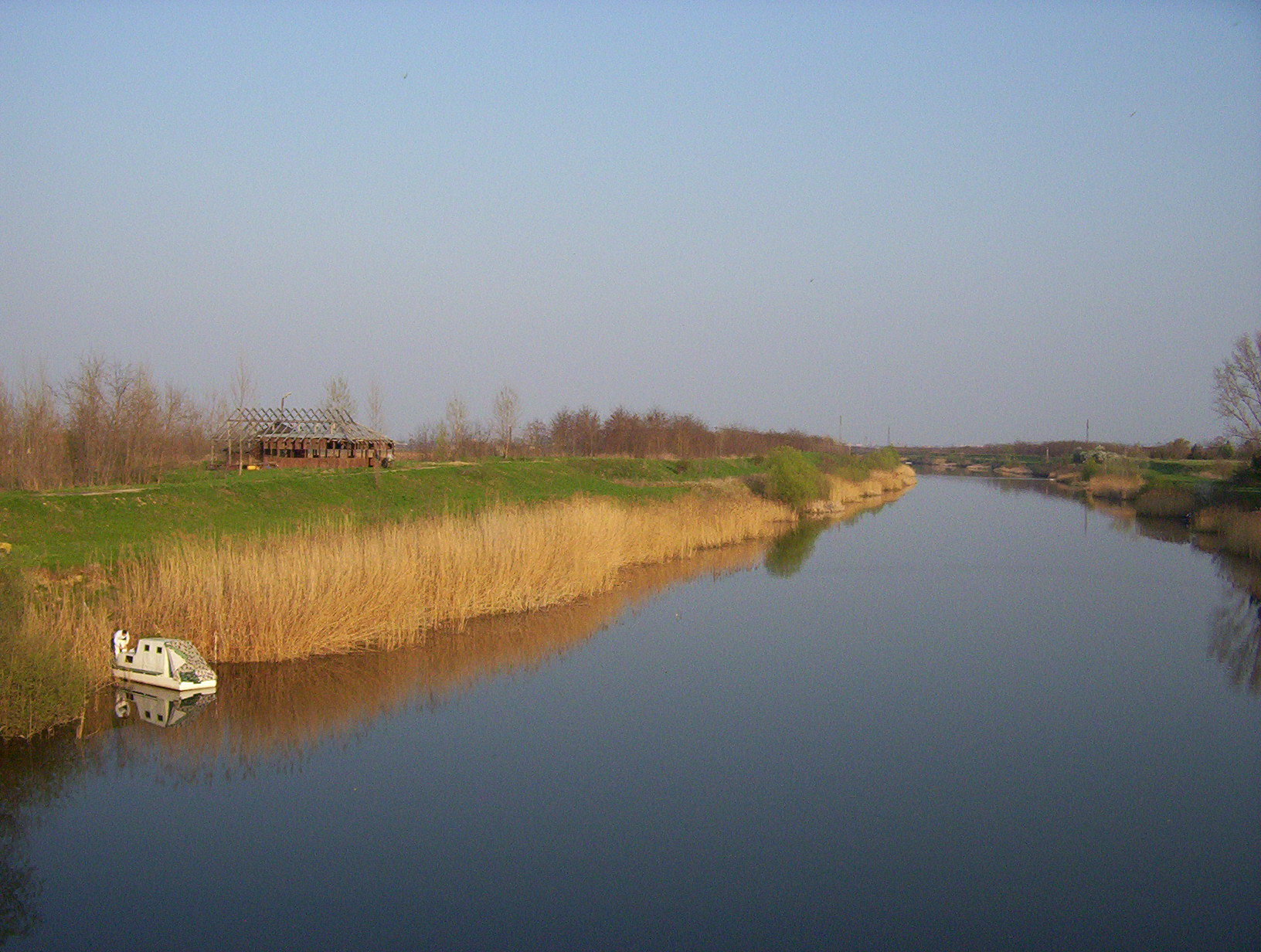
Paisaje de la llanura panónica: el canal Danubio-Tisza-Danubio cerca del pueblo de Rumenka, cerca de Novi Sad, Serbia.

La llanura panónica, también denominada como cuenca panónica o cuenca cárpata, es una gran llanura de la Europa Central originada tras la desecación durante el Plioceno del mar Panonio.
El río Danubio desagua la llanura panónica, discurriendo por su parte central. La llanura panónica es un subsistema geomorfológico del sistema Alpes Himalaya.
La llanura corresponde a varios países: Hungría, que ocupa su parte central, Serbia (Vojvodina), el noroeste de Croacia (Croacia central y Eslavonia), el oeste de Eslovaquia (Tierras Bajas de Eslovaquia Oriental), el extremo sudoeste de Ucrania, las regiones fronterizas del norte de Bosnia y Herzegovina, Rumanía (el oeste de Transilvania), así como el este de Eslovenia y Austria.

## Nombre
La llanura panónica, como se la conoce en español, recibe la denominación «cuenca cárpata» (Kárpát-medence) en la literatura húngara. Mientras que en las lenguas eslavas occidentales, romances y germánicas occidentales se usa el término «llanura panónica»: Panonská pánev en checo; Panoński Basen en polaco; Panónska panva en eslovaco; Панонски базен ‘Panonski bazen’ en esloveno y serbocroata; Pannonisches Becken en alemán; y Câmpia Panonică o Bazinul Panonic en rumano. En las lenguas eslavas orientales, como el ucraniano, usan los términos Тисо-Дунайська низовина ‘Tyso-Dunaysʹka nyzovyna’ («cuenca del Tisa-Danubio») o Середньодунайська низовина ‘Serednʹodunaysʹka nyzovyna’ («cuenca del Danubio medio»).

## Características
La llanura está aproximadamente limitada por los montes Cárpatos, los Alpes, los Alpes Dináricos y los Balcanes. Por la gran longitud de la frontera cárpata, también puede referirse a ella como la cuenca cárpata (sobre todo en textos húngaros). Consiste principalmente de la gran llanura húngara en el sur y el este y la pequeña llanura húngara en el noroeste. 
La cuenca forma una discreta unidad topográfica en el paisaje europeo, rodeada por imponentes fronteras geográficas que han creado una zona cultural de características homogéneas. Estas semejanzas son más patentes en el sur y en el este, siendo menos reseñables en el norte y el oeste.
Las precipitaciones, habituales aunque no abundantes, convierten a la zona en propicia para la agricultura.
Se ha llegado a decir que sus campos podrían abastecer a toda Europa. 
Para los primeros pobladores, la llanura ofrecía pocas fuentes de metales o piedra. De esta forma, cuando los arqueólogos encuentran objetos de obsidiana, cobre u oro, les es posible obtener información muy valiosa acerca de las antiguas rutas comerciales.

## Historia
La llanura fue nombrada así por los panonios, que habitaban al norte de las tribus ilirias. Varios pueblos diferentes se han asentado en la zona a lo largo de la historia. En el siglo I a. C., las partes orientales de la llanura pertenecían a Dacia, y en el siglo I las parte occidentales estaban incluidas en el Imperio romano. Se estableció en esta área la provincia romana llamada Panonia, y la ciudad de Sirmium fue una de las cuatro capitales del Imperio romano en el siglo III. 
En la época de las migraciones y a comienzos de la Edad Media, la región formó parte del imperio huno, el reino de los gépidos, el reino de los ostrogodos, el reino de los lombardos, el de los ávaros de Eurasia, el Estado eslavo de Samo, el imperio búlgaro, el imperio franco, la Gran Moravia, el Principado de Panonia y la Croacia Panonia.
El Reino de Hungría, creado en el año 1000 por los magiares, estaba centralizado alrededor de la llanura y la incluía casi toda (como la que formó el reino ávaro). Tras la Batalla de Mohács en 1526, las partes central y oriental de la llanura fueron incluidas dentro del Imperio otomano, y los restos del reino de Hungría al noroeste se unieron a la monarquía de los Habsburgo, que la llamaron Reino de Hungría. Las unidades administrativas que el Imperio otomano organizó en la llanura fueron los eyalatos de Budin, Eger, Sigetvar y Temeşvar. Las partes orientales de la llanura pertenecieron al semiindependiente Principado de Transilvania, que estaba bajo soberanía otomana.
La llanura panonia se convirtió de esta forma en el escenario del enfrentamiento de dos imperios. Al final del siglo XVII los Habsburgo derrotaron a los otomanos, anexionándose la mayoría de la llanura. Las unidades administrativas de los Habsburgo en la llanura eran el reino de Hungría, el Banato de Temeswar, las Fronteras Militares, el reino de Croacia y el reino de Eslavonia.

## División
La llanura panónica está dividida en dos partes a lo largo de las montañas Medias Transdanubianas, en húngaro: Dunántúli-középhegység. La parte noroeste es llamada Llanura Panonia Occidental (o provincia) y la parte sureste Llanura Panonia Oriental (o provincia). Tienen las siguientes secciones:
- Llanura Panonia Occidental (provincia):
  - Cuenca vienesa
  - Pequeño Alföld
- Llanura Panonia Oriental (provincia):
  - Gran Alföld
  - Montañas de las Islas Panonias en serbio: Panonske ostrvske planine
  - colinas Transdanubianas en húngaro: Dunántúli-dombság

Nota: La meseta transilvana y la depresión Lučenec-Košice (a ambas partes de los Cárpatos) y algunas de las otras tierras bajas son, en ocasiones, incluidas (aunque no geomorfológicamente ni en otros tipos de división), en la llanura panónica.

## Regiones
Grandes áreas de la llanura que no corresponden necesariamente con los límites nacionales, son:
- Baranya/Baranja (Hungría, Croacia)
- Bačka/Bácska (Serbia, Hungría)
- Banato (Rumanía, Serbia, Hungría)
- Burgenland (Cuenca del Neusiedler), Austria
- Crişana (Rumanía)
- Pequeño Alföld/Malá dunajská kotlina (Hungría, Eslovaquia)
- Mačva (Serbia)
- Međimurje (Croacia)
- Moravia (parte) ( Chequia)
- Moslavina (Croacia)
- Podravina (Croacia, Hungría, en torno al río Drava)
- Podunavlje (Serbia, Croacia, en torno al río Danubio)
- Pokuplje (Croacia, en torno al río Kupa)
- Posavina (Croacia, Bosnia y Herzegovina, Serbia, en torno al río Sava)
- Potisje (Serbia, alrededor del río Tisza)
- Prekmurje (Eslovenia)
- Šajkaška (Serbia)
- Semberija (Bosnia-Herzegovina)
- Eslavonia (Croacia)
- Srem/Srijem (Serbia, Croacia)
- Transdanubia (Hungría)
- Vojvodina (Serbia)
- varias más dentro de Hungría, ver: Condados de Hungría, Geografía de Hungría
- varias más dentro de Eslovaquia, ver: Regiones de Eslovaquia

## Mar Panonio
El precursor de la actual llanura fue un mar superficial que alcanzó una amplia extensión durante el Plioceno, depositando de 3 a 4 km de sedimentos.